# Azov-Syvasj Nationalpark
Azov-Syvasj Nationalpark eller Azov-Syvash National Nature Park (ukrainsk: Азово-Сиваський національний природний парк) er en nationalpark i Ukraine, beliggende på Byriuchyi-øen i den nordvestlige del af det Azovske Hav. Parken blev skabt for at beskytte det unikke kystmiljø i det nordvestlige Azov. Det er især vigtigt som rasteplads på trækruten for fugletræk, med over en million fugle på besøg hvert år. Det er beliggende i Henitjesk rajon i Kherson Oblast. Parken blev oprettet den 25. februar 1993 og har et areal på 525,8 km2.

## Topografi
Der er to separate områder i parken:
- Azov-området: Byriuchyi-øen i Azovhavet (ca. 7.700 hektar). Øen er faktisk forbundet med land af den smalle Fedotova-spids. Terrænet er for det meste sand-ende-skaller flodmundingen sletter.
- Syvasj-området : Farvandene og øerne i havmundingen strækker sig ind i landet langs den lagunelignende Syvasj-bugt (37.785 hektar).

## Flora og fauna
Syvasj-sektoren har et tørt steppemiljø med fattig jordbund og brakvandvegetation. Øerne i bugten er forblevet relativt isolerede og har mere repræsentative sydlige steppehabitater. Rørskovsbevoksninger ligger langs dele af Syvasj-sektoren. Azov-området er en vigtig rasteplads for trækfugle. Den centrale Syvasj-del af parken er et Ramsar-vådområde af international betydning. Området er også en del af et vigtigt fugle- og biodiversitetsområde (IBA), der er opført af Birdlife International.

### Florɑ
Med klima- og jordbundsforhold som på Syvasjy dannes der relativt fattig ørkensteppe- og saltvandsvegetation med den tilsvarende steppefauna. Mere gunstige miljøforhold på øen. Biryuchy, hvor de ægte sydlige stepper er udbredt, og langs Utlyutsky-mundingen rørskov.
På de beskyttede øer i det centrale Syvasj - Churyuk og Kuyuk-Tuk - som blev mindre påvirket af menneskeskabte påvirkninger, er ægte steppe-fytocenoser bevaret.

### Fauna
Denne bugt er et særligt værdifuldt rasteområde for trækfugle om vinteren. Mere end 1 million fugle (svalerer, ænderer, sumpterner, vadefugleer, knopsvaner, gravænder, hejrerer osv.) registreres i sæsonbestemte flokke i løbet af året; herunder sjældne, sårbare og truede arter, der er opført på Ukraines rødliste, såsom hvidbrystet præstekrave, stylteløber, strandskade, hvidhovedet and, stor sorthovedet måge og havørn. I nærheden af Prysyvasjsjya-stæpperne findes stortrappe, dværgtrappe, jomfrutrane og almindelig trane, blå kærhøg, steppehøg , kongeørn, stor skrigeørn, stor flagspætte, sakerfalk, vandrefalk, tårnfalk og lille tårnfalk. Der er i alt registreret 30 arter af "rødlistede fugle" i parken. Af disse er havørnen og den lille trappe også optaget på den europæiske rødliste. Mere end 1 % af individerne af rødhalset gås og grågås, der overvintrer her, kan leve i landene. Der er i alt registreret 197 fuglearter i parken.
Steppegræs har bidraget til dannelsen af store populationer af akklimatiserede dyr. Akklimatiseringsarbejdet begyndte i 1928. Det maksimale antal kronhjorte (830 individer) blev observeret her i 1992, dådyr (1425 stk.) i 1991, mouflon (987 stk.) i 1992, onager (asiatisk vildæsel) i 1991, 1992 og 1994 (37 stk.). Blandt jagtfuglene er den almindelige fasan akklimatiseret her, og antallet af dem når med jævne mellemrum op på flere hundrede. Desuden har Byriuchyi-øen skabt gunstige betingelser for eksistensen af oprindelige dyrearter, såsom hare, ræv og akklimatiseret mårhund. Antallet af disse dyr skal i betragtning af den spændte epidemiologiske situation i området konstant reguleres.
I alt er der mere end 5.000 dyrearter i parken, herunder 250 arter af hvirveldyrer. Blandt paddererne findes ofte grønbroget tudse og latterfrø, blandt krybdyrene er der talrige markfirben, snoge og rudesnoge. Af de 26 fiskearter af kommerciel værdi, der er registreret i parkens farvande, er skrubbe og sortehavpighvar, marmorkutling, kaukasuskutling, diamantstør , stjernestør, samt den for nylig akklimatiserede japansk multe i Azovske Hav.
Parken beskytter også mange dyrearter, der er opført på Ukraines rødliste: stor springmus, steppeilder, azov-delfin, firstribet og gulbuget snegl, glatsnog, Steppe Viper (Vipera renardi), m.fl.
I alt lever der 250 arter af hvirveldyr på Azov-Syvasj Nationalpark's område, 48 af dem er opført på Ukraines rødliste.

## Offentlig brug
Som nationalpark er Azov-Syvasj inddelt i fire zoner, der omfatter et beskyttet område (38.970 ha i det centrale Syvasj), et reguleret rekreativt område (618 ha), et lokalt rekreativt område (93 ha) og et "økonomisk område" (12.473 ha).